# William Wakefield Baum
William Wakefield Baum (Dallas, Texas, 21 de novembre de 1926 - Washington DC, 23 de juliol de 2015) és un sacerdot estatunidenc de l'Església Catòlica Romana.
William Wakefield era fill de Harold E. i Maria Leone (nascut Hayes) Braum. El seu pare, un presbiterià, va morir quan era petit, i després es va traslladar amb la seva mare a Kansas City (Missouri). La seva mare es va casar amb Jerome C. Baum, un home de negocis jueu, que va adoptar el nen i li va donar el seu cognom. Va rebre la seva primera educació a l'escola parroquial de Sant Pere, i va començar a servir com a escolanet als deu anys. Va entrar al seminari Menor St John's el 1940, després va estudiar filosofia a Glennon College a St Louis, Missouri. El 1947, va entrar al Seminari de Kenrick, també a Sant Lluís. Ordenat sacerdot el 12 de maig de 1951, va passar la seva carrera eclesiàstica primitiva a Missouri. Va compartir el seu ministeri sacerdotal entre el seu rectrorat i professorat de la teologia i la història a la universitat.
El 1956, va ser enviat a Roma per completar els seus estudis i va rebre un doctorat en teologia a la Pontifícia Universitat de Sant Tomàs d'Aquino (Angelicum). Durant el Concili Vaticà II, va tornar a Roma com un expert en el tema de la unitat dels cristians. Després del Concili, seguí centrat en la qüestió de l'ecumenisme, mentre fou nomenat canceller de la diòcesi.
Nomenat bisbe de Springfield-Cape Girardeau, Missouri, el 18 de febrer de 1970, va ser consagrat el 6 d'abril següent pel cardenal John Carberry. El 5 de març de 1973 va esdevenir arquebisbe de Washington DC.
Sota el pontificat de Joan Pau II, el 1980 va ser cridat a la Cúria Romana com prefecte de la Congregació per al'Educació Catòlica. El 1990 va esdevenir Penitenciari major: tenia la responsabilitat de supervisar els seminaris de l'església en tot el món i la supervisió de l'oficina encarregada del perdó dels pecats. Es va retirar a causa de l'edat de 22 novembre de 2001.
Va participar en els dos conclaves de 1978 i va ser un dels cardenals electors que van participar en el conclave que va triar el papa Benet XVI el 2005.
Els darrers anys ha patit un deteriorament progressiu de la vista. La seva renúncia va ser acceptada com a penitenciari major l'endemà del seu 75è aniversari el 2001, però s'ha mantingut actiu a Roma, en la mesura que la seva salut li ho permet, i va assistir a la reunió dels cardenals americans cridats a fer front a l'escàndol d'abús sexual el 2003.